# Synecdoche irrorata
Synecdoche irrorata är en insektsart som först beskrevs av Van Duzee 1914.  Synecdoche irrorata ingår i släktet Synecdoche och familjen vedstritar. Inga underarter finns listade i Catalogue of Life.